# Tuber (alpinismo)

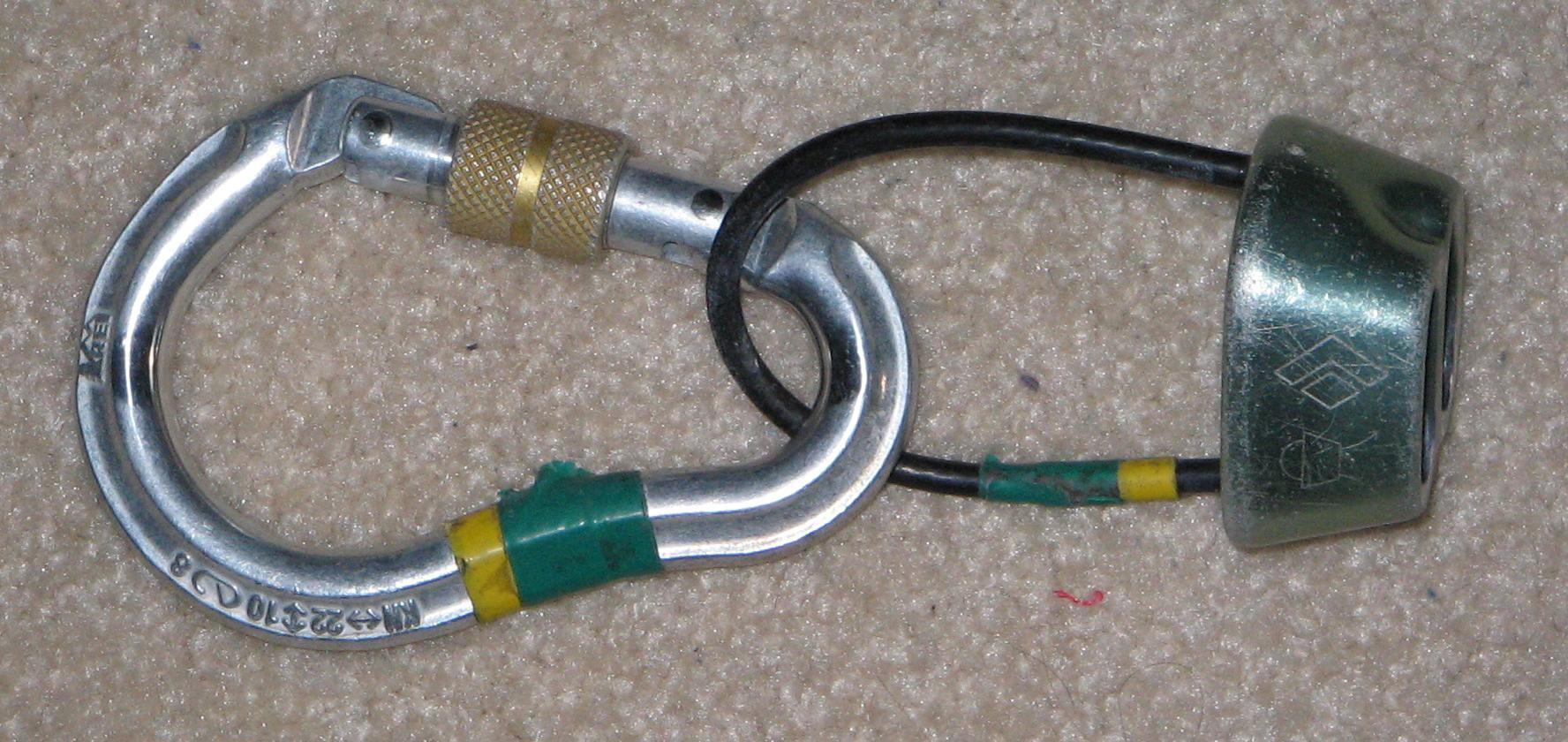
Esempio di tuber connesso con un moschettone a ghiera

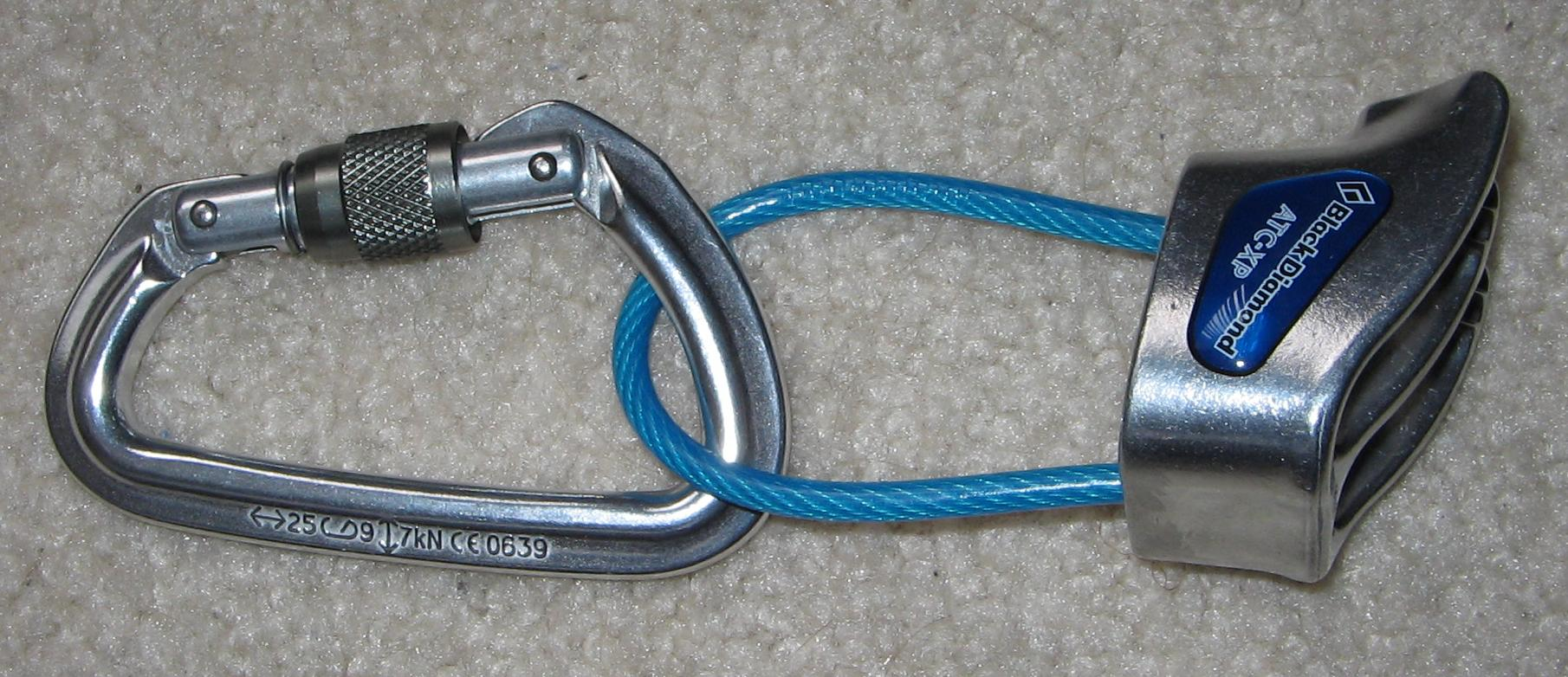
Esempio di secchiello modello ATC

Il tuber è un dispositivo a forma di secchiello (conosciuto anche con questo nome per tale ragione) utilizzabile per le manovre di assicurazione in ambito arrampicatorio e alpinistico.
Il suo principio di funzionamento è quello dell'attrito: la corda (ma l'attrezzo è predisposto per supportare anche due corde) viene fatta passare al suo interno, in modo da formare un'asola, ed è poi intercettata e tenuta in posizione da un moschettone che, a sua volta, deve essere collegato o all'anello di servizio dell'imbragatura, o a un valido punto di ancoraggio (per esempio una sosta). In pratica, grazie all'attrito che la corda subisce nello scorrimento tra moschettone e tuber, quest'ultimo è utilizzabile come un freno dinamico per il primo di cordata.
Il secchiello è uno strumento versatile: può essere utilizzato anche per altre manovre di corda ed è ottimo come discensore per le calate in corda doppia.

## Utilizzo
Il secchiello rientra pienamente nella categoria dei freni dinamici e richiede, pertanto, una costante attenzione da parte dell'operatore addetto al suo utilizzo. La relativa semplicità del suo utilizzo, il prezzo modico rispetto ad altri freni presenti sul mercato e una sua buona efficacia (in relazione a corretti utilizzi dell'attrezzo) ne hanno fatto uno dei dispositivi maggiormente utilizzati nell'arrampicata e nell'alpinismo moderni. Il suo utilizzo principale (altri sistemi sono infatti sconsigliati per via della loro pericolosità o della loro scomodità) è quello che lo pone al centro dell'assicurazione dinamica ventrale. Una volta passata la corda (o le corde) all'interno del tuber, le si blocca con un moschettone a ghiera che viene poi agganciato all'anello di servizio dell'imbragatura. Per un corretto funzionamento di questo sistema di assicurazione ventrale, occorre prestare attenzione al senso di uscita dei due rami di corda: quello che va verso il compagno scalatore deve essere rivolto verso l'alto; il ramo che l'operatore dovrà trattenere, in caso di caduta, deve essere rivolto verso il basso.

## Caratteristiche
Si tratta di un attrezzo che ha una capacità di moltiplicazione (della forza di trattenuta dell'operatore) minore rispetto al più classico freno dinamico costituito dal nodo mezzo barcaiolo. Dalle prove eseguite presso i laboratori della Commissione Centrale Materiali e Tecniche del CAI il coefficiente di moltiplicazione derivante dall'attrito tra tuber e moschettone vale circa 2-3, con corda a rami paralleli, e 4-5 con rami posti tra loro a 180° (laddove, a parità di forza trattenente, il coefficiente di moltiplicazione del mezzo barcaiolo vale circa 8-10, con corda a rami paralleli, e 6-8 con rami posti a 180°).
Tali valori permettono all'utilizzatore di trarre i seguenti ragionamenti: 
- il dispositivo non ha una capacità frenante adeguata alle esigenze della cordata qualora si trovi a operare con carichi orientati verso il basso (ossia quando il tuber si trova a lavorare con rami della corda paralleli). Conseguenza diretta di tale evidenza è che il secchiello mal si adatta ad assicurare il secondo di cordata (trovandosi egli, presumibilmente, più in basso rispetto al capocordata). Inoltre, facendo sicura al primo di cordata, c'è il grave rischio che egli possa cadere prima di avere rinviato il primo punto di ancoraggio (nel qual caso infatti, cadendo e passando oltre la sosta, il secchiello si troverebbe a operare nuovamente con i rami di corda paralleli). Per ovviare a tale inconveniente, si fa passare la corda del primo di cordata in un moschettone collegato alla sosta (detto pseudo rinvio), avendo cura di osservare che la corda - in caso di caduta - subisca una sollecitazione verso l'alto.[2][3]
- il dispositivo ha una capacità frenante modica, ma comunque adeguata, qualora si trovi a operare con rami di corda disposti a 180°. Chi lo utilizza, deve dunque essere ben consapevole delle sue caratteristiche frenanti: si tratta di un freno molto dinamico che, in caso di caduta grave, può dare adito a grandi scorrimenti di corda e "voli" piuttosto lunghi. Per contro, tra i pregi del freno va sicuramente annoverata la riduzione al minimo delle sollecitazioni gravanti su tutta la catena di assicurazione (il secchiello, unitamente all'assicurazione di tipo ventrale, è per esempio consigliato qualora si desideri evitare che l'eventuale caduta possa arrecare danni alla sosta o ad punti di ancoraggio particolarmente precari).

Nota: il cavetto di acciaio del tuber non ha alcune funzione di tenuta e non entra in alcun modo a far parte della catena di assicurazione. Esso ha il solo scopo di permettere l'aggancio dell'attrezzo all'imbragatura.
Il secchiello può essere usato anche come discensore per le discese in corda doppia.
In media il peso del tuber è di 50-60 grammi.

## Vantaggi
- Facilità d'uso e di montaggio
- Rapporto di frenatura basso, importante se gli elementi di sicurezza della catena non sono molto affidabili.
- Non presenta problemi d'utilizzo con due corde in quanto queste lavorano separatamente nella due cave metalliche dell'attrezzo.
- Non attorciglia le corde
- Difficile da perdere

## Svantaggi
- Non adatto ad assicurare i secondi di cordata
- In caso di caduta verso il basso non svolge la funzione di freno